# 猿谷紀郎
猿谷紀郎（さるや としろう、1960年7月26日 - ）は、日本の作曲家。大阪教育大学准教授。
東京学芸大学教育学部附属世田谷中学校、慶應義塾高等学校、慶應義塾大学法学部法律学科卒業。

## 略歴
東京都出身。1982年、慶應義塾大学法学部卒業後、ジュリアード音楽院作曲科に。ヴィンセント・パーシケッティ、ハンス・ヴェルナー・ヘンツェ、オリヴァー・ナッセンに学ぶ。2000年、大阪教育大学音楽教育講座助教授(現・准教授)に就任。
1988年クーセヴィツキ音楽財団・フェロウシップ賞、1990年ミュンヘン・ビエンナーレ・BMWミュージックシアター賞、1993年第3回出光音楽賞、第3回芥川作曲賞、1995年・2006年・2014年に尾高賞(第43回・第54回・第62回)、2004年に芸術祭大賞（舞踊部門・音楽部門）および芸術祭最優秀賞（ラジオドラマ部門）を受賞している。
彼の作品をおさめたCDに『Fiber of the breath』（Fontec）がある。
2009年4月から2015年3月まで、NHK-FMの音楽番組「現代の音楽」の解説を務めた。

## 作品
- 石と光(1989)
- 息の綾(1992)
- 透空の蔦(1994)
- ビアトリクス・ポター物語(1996) - サイトウ・キネン・フェスティバル松本からの委嘱によるオペラ
- 臨照(1997)
- 碧い知嗾(2003)
- ここに慰めはない(2005) - 読売日本交響楽団からの委嘱
- すさのつらなり(2007)
- Dawn Pink 2(2015) - バンド維新委嘱

## 出演
- 中居正広のミになる図書館（2014年7月22日、テレビ朝日）